# Папуа — Новая Гвинея на летних Олимпийских играх 1992
Папуа — Новая Гвинея принимала участие в Летних Олимпийских играх 1992 года в Барселоне (Испания) в четвёртый раз за свою историю, но не завоевала ни одной медали. Сборную страны представляло 13 спортсменов (в том числе - 1 женщина), принимавшие участие в соревнованиях по боксу, лёгкой атлетике, парусному спорту и тяжёлой атлетике.

## Бокс
Спортсменов — 5
| Спортсмен    | Категория | 1/16 финала              | 1/8 финала             | Четвертьфинал        | Полуфинал            | Финал                |
| Спортсмен    | Категория | Соперник и результат     | Соперник и результат   | Соперник и результат | Соперник и результат | Соперник и результат |
| ------------ | --------- | ------------------------ | ---------------------- | -------------------- | -------------------- | -------------------- |
| Ронни Ноан   | 51 кг     | Юлиян Строгов Пор RSC    | Не прошёл              | Не прошёл            | Не прошёл            | Не прошёл            |
| Джон Сем     | 54 кг     | Серафим Тодоров Пор 0:11 | Не прошёл              | Не прошёл            | Не прошёл            | Не прошёл            |
| Стивен Кеви  | 57 кг     | Рожерио Брито Пор 6:20   | Не прошёл              | Не прошёл            | Не прошёл            | Не прошёл            |
| Генри Кунгси | 60 кг     | Хуссейн Аршад Поб 13:9   | Тончо Тончев Пор 2:11  | Не прошёл            | Не прошёл            | Не прошёл            |
| Хуберт Мета  | 63,5 кг   | -                        | Олег Николаев Пор 2:17 | Не прошёл            | Не прошёл            | Не прошёл            |

## Лёгкая атлетика
Спортсменов — 6
Мужчины
| Спортсмен                                              | Вид              | Забег     | Забег | Четвертьфинал | Четвертьфинал | Полуфинал | Полуфинал | Финал     | Финал     |
| Спортсмен                                              | Вид              | Результат | Место | Результат     | Место         | Результат | Место     | Результат | Место     |
| ------------------------------------------------------ | ---------------- | --------- | ----- | ------------- | ------------- | --------- | --------- | --------- | --------- |
| Бернар Манана                                          | 100м             | 11,35     | 7     | Не прошёл     | Не прошёл     | Не прошёл | Не прошёл | Не прошёл | Не прошёл |
| Каминиэль Село                                         | 200м             | 22,36     | 7     | Не прошёл     | Не прошёл     | Не прошёл | Не прошёл | Не прошёл | Не прошёл |
| Субул Бабо                                             | 400м             | 47,17     | 5     | Не прошёл     | Не прошёл     | Не прошёл | Не прошёл | Не прошёл | Не прошёл |
| Баобо Нюендорф Каминиэль Село Бернар Манана Субул Бабо | Эстафета 4х400 м | 3.13,35   | 6     | Не прошли     | Не прошли     | Не прошли | Не прошли | Не прошли | Не прошли |
| Баобо Нюендорф                                         | 400м с барьерами | 53,30     | 6     | Не прошёл     | Не прошёл     | Не прошёл | Не прошёл | Не прошёл | Не прошёл |
| Эрик Момбергер                                         | Десятиборье      |           |       |               |               |           |           | 6780      | 25        |

Женщины
| Спортсмен      | Вид    | Забег     | Забег | Полуфинал | Полуфинал | Финал     | Финал     |
| Спортсмен      | Вид    | Результат | Место | Результат | Место     | Результат | Место     |
| -------------- | ------ | --------- | ----- | --------- | --------- | --------- | --------- |
| Розмари Тураре | 1500м  | 5.10,52   | 15    | Не прошла | Не прошла | Не прошла | Не прошла |
| Розмари Тураре | 3000м  | 11.15,18  | 11    | Не прошла | Не прошла | Не прошла | Не прошла |
| Розмари Тураре | 10000м | 42.02,79  | 20    | Не прошла | Не прошла | Не прошла | Не прошла |

## Парусный спорт
Спортсменов — 1
Мужчины
| Спортсмен   | Класс          | Гонка | Гонка | Гонка | Гонка | Гонка | Гонка | Гонка | Гонка | Гонка | Гонка | Результат | Место |
| Спортсмен   | Класс          | 1     | 2     | 3     | 4     | 5     | 6     | 7     | 8     | 9     | 10    | Результат | Место |
| ----------- | -------------- | ----- | ----- | ----- | ----- | ----- | ----- | ----- | ----- | ----- | ----- | --------- | ----- |
| Грехэм Нума | Парусная доска | dnf   | 42    | 41    | dns   | dnf   | 41    | dns   | 41    | 39    | dns   | 438       | 43    |

## Тяжёлая атлетика
Спортсменов — 1
| Спортсмен | Категория | Масса | Рывок | Рывок | Рывок | Толчок | Толчок | Толчок | Всего | Место |
| Спортсмен | Категория | Масса | 1     | 2     | 3     | 1      | 2      | 3      | Всего | Место |
| --------- | --------- | ----- | ----- | ----- | ----- | ------ | ------ | ------ | ----- | ----- |
| Пол Энуки | 90 кг     | 88,10 | 122.5 | 122.5 | 122.5 | 162.5  | 162.5  | 170    | 292.5 | 19    |